# Acerrônia (gente)
Acerrônia (em latim: Acerronia) foi uma gente plebeia da Roma Antiga durante o final da República e início do Império. O mais ilustre membro da gente foi Cneu Acerrônio Próculo, cônsul em 37.